# إدوين إل. نيلسون
إدوين إل. نيلسون (بالإنجليزية: Edwin L. Nelson)‏ هو محامي وقاضي أمريكي، ولد في 10 فبراير 1940 في بريوتون في الولايات المتحدة، وتوفي في 17 مايو 2003.